# Брантинг-Вестерстоль, Соня
Соня Брантинг-Вестерстоль (швед. Sonja Branting-Westerståhl, урождённая Брантинг, швед. Branting; 15 сентября 1890 года, Стокгольм, Швеция — 18 июля 1981 года, там же) — шведский адвокат и политический деятель. Одна из первых женщин-юристов в Швеции, специалист по семейному праву. Участница социал-демократической партии, в 1930—1940-х годах она вела активную агитацию об угрозе ультраправой политики. В 1948 году в течение короткого времени являлась членом нижней палаты Риксдага.

## Биография
Соня Брантинг родилась 15 сентября 1890 года в семье Карла Яльмара Брантинга и его супруги Анны Брантинг (урождённая Ядерин, швед. Jäderin). Её отец был лидером социал-демократической рабочей партии Швеции, трижды занимавшим пост премьер-министра страны, впоследствии — лауреатом Нобелевской премии мира (1921 год), мать — писательницей и журналисткой. Соня посещала школу в Палмгрене до 1909 года, после её окончания изучала право; получила диплом юриста в 1916 году. Именно во время обучения в университете Брантинг познакомилась со своим будущим мужем, Олофом Вестерстолем (швед. Olof Westerståhl), на тот момент изучавшим тот же предмет. В 1914 году они поженились; в браке родился один ребёнок, Йорген (швед. Jörgen), ставший политологом.
После окончания университета Брантинг-Вестерстоль работала в городской юридической службе Стокгольма, однако в 1927 году открыла собственную практику (совместно с мужем). Специализируясь на семейном праве, в 1930 году она получила звание адвоката.
Помимо юридической карьеры Брантинг-Вестерстоль также пошла по стопам своих родителей, став общественной и политической активисткой, участницей феминистского движения. Кроме того, Соня являлась членом Социал-демократической рабочей партии Швеции, учреждённой её отцом, и с 1936 по 1952 год входила в состав исполнительного совета Социал-демократической женской организации.
В течение 1930-х годов Брантинг-Вестерстоль активно участвовала в повышении общественной осведомлённости об опасности нацистской идеологии. В 1935 году в рамках своей деятельности она совершила поездку в США, где высказала собственные мысли об угрозе тоталитаризма и кампаний против проведения летних Олимпийских игр 1936 года в Берлине. Брантинг-Вестерстоль также публично поддерживала пострадавших во время гражданской войны в Испании, в качестве члена международной делегации провела инспекцию лагерей беженцев во Франции и Африке.
После войны она продолжала проявлять политическую активность; в 1948 году являлась членом нижней палаты Риксдага от социал-демократической партии.